# Odontonychus
Odontonychus là một chi bọ cánh cứng trong họ 
Elateridae.
Chi này được miêu tả khoa học năm 1897 bởi Candèze.

## Các loài
Các loài trong chi này gồm:
- Odontonychus granulatus Candèze, 1897
- Odontonychus lamottei Girard, 1992
- Odontonychus pseudogranulatus Girard, 1972
- Odontonychus punctatus Girard, 1972